# 膀胱尿管逆流
尿管膀胱逆流（にょうかんぼうこうぎゃくりゅう、Vesicoureteral reflux、VUR）は、膀胱内の尿が腎盂、腎実質に逆流する状態である。

## 概要
正常者では膀胱内圧が上昇しても、腎、尿管に逆流はしない。膀胱尿管逆流は尿が逆流する病的状態であり、慢性的な腎盂腎炎を呈する。膀胱尿管逆流には原発性のものと、続発性のものがある。原発性は尿管膀胱接合部の先天的な形成不全、続発性は神経因性膀胱や前立腺肥大、後部尿道弁などによる。

## 診断

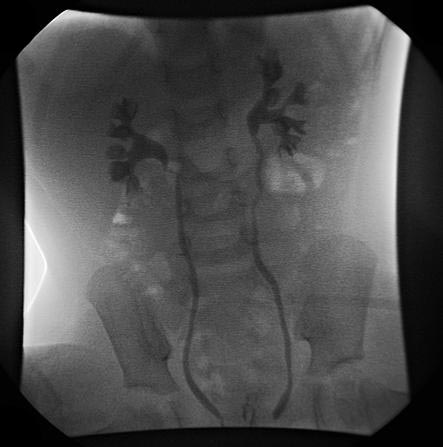
Grade Ⅲの膀胱尿管逆流

確定診断は排尿時にレントゲンにより造影剤が逆流化するかを確認する、排尿時膀胱尿管造影により診断を行う。腎盂腎炎を呈するためCAV（肋骨脊椎角）叩打診も有効。

## 治療
原発性は自然治癒も多いので軽症例では経過観察、重症例では尿管膀胱新吻合を行う。続発性は原疾患の治療を行う。